# أبو غوش (قرية)
أبو غُوش (بالعبرية: אַבּוּ גוֹש) هي قرية عربيّة تقع إلى الشّمالِ الغربيّ من مدينةِ القُدس وتبعدُ عنها حوالي 13 كم، على ارتفاعِ 610-720 مترًا فوق سطح البحر. رغم أن سكان قرية أبوغوش مسلمون تضمُّ القرية إثنين من المعالمِ المسيحيّة إحداها في وسطِ القرية وهي كنيسة عمواس البندكتيّة والّتي يعودُ أصلُها إلى زمنِ البيزنطيين، والأُخرى تقع على رأسِ جبل القرية وهي كنيسة نوتردام الكاثولكيّة.

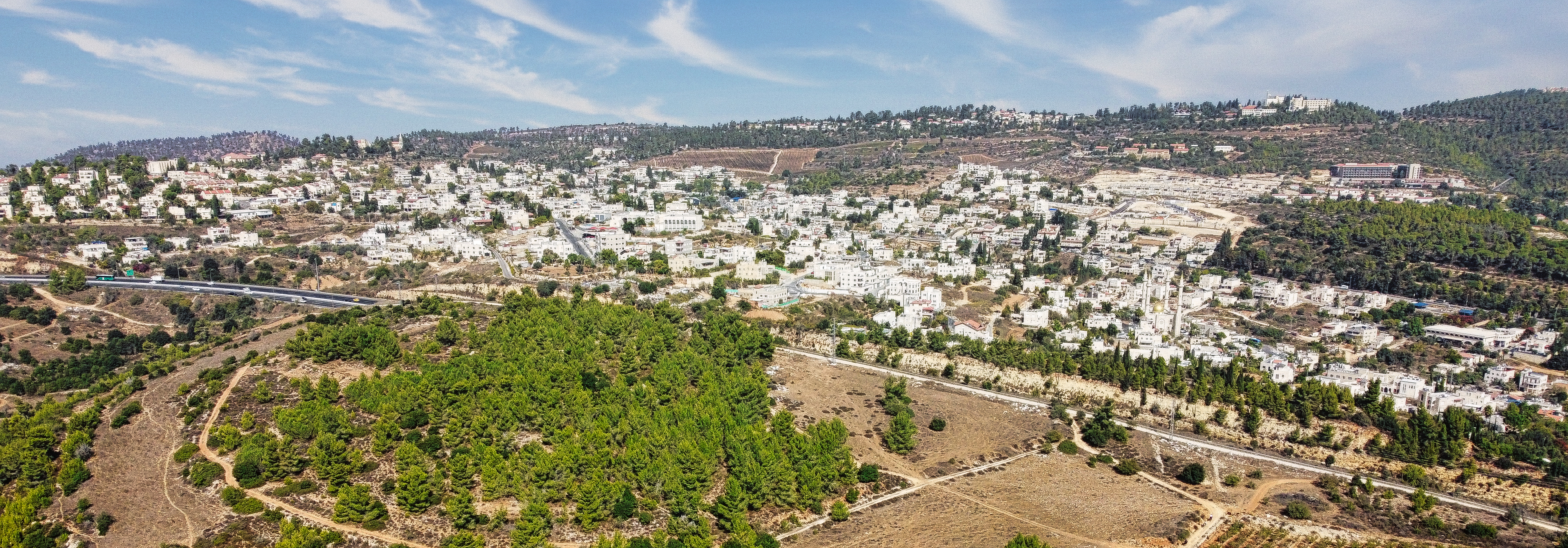
أبو غوش

تضم القرية أيضًا مسجدين، هُما؛ مسجد النّبي عزير في وسطِ القرية، والمسجد الجديد المُموّل من قبل الجمهوريّة الشيشانيّة باسم أحمد قديروف، وقد أُفتتح في 23 مارس 2014م بحُضورِ رئيس جمهوريّة الشيشان رمضان قديروف، ويُعد هذا المسجد من أكبرِ المساجد في فلسطين إذ تبلغُ مساحتهُ حوالي خمسة آلاف متر مربع ويحوي على أربعةِ مآذن يبلغُ طول كُلّ واحدةٍ منها 46 مترًا كما ويستوعبُ لآلافِ المُصلّين.
وفقًا للمكتبِ المركزيّ للإحصاء (CBS)؛ اعتبارا من 2021م، يسكنُ في أبو غوش 7,880 نسمة، 3,937 من الرجال و3,943 من النساء. نسبة العرب من مجمل السكان بلغت نحو 98.9%، نسبة المسلمين منهم 99.8%. دخلت قرية أبو غوش موسوعة غينيس للأرقام القياسيّة بأكبرِ طبق حُمّص بالعالم في عامِ 2010م.
صُنفت البلدة في العنقود الاجتماعي-الاقتصادي 3 (من 10) لعام 2019. صحيح لذات السنة، فإن الهجرة الكلية إلى البلدة سلبية، ومساوية ل46- (أي الفرق بين المهاجرين إلى البلدة والخارجين منها).
بلغ عدد الطلاب في البلدة 1251 طالبًا في السنة الدراسية 2020-2021، وفي ذات السنة الدراسية بلغت نسبة الطلاب المتسربين من التعليم %0.70. نسبة حاملي شهادة البجروت من بين طلاب الصف الثاني عشر لذات السنة هي 70.53%. نسبة الطلاب الأكاديميين في البلدة هي 3.8%. في البلدة 5 مدارس، و68 صفًا.
وصلت نسبة التصويت للانتخابات المحلية في عام 2018 إلى 86.53%. وعدد أعضاء المجلس المحلي للبلدة، صحيح لعام 2021، هو 9 أعضاء. أما عن معدّل الدخل الشهري، صحيح لسنة 2019، فهو 7,294 شيكل.

## التسمية
كانت تُعرف القرية بقريةِ «العنب» حتَّى نزلتها في منتصف عهد العهد العُثماني عائلة أبو غوش من نجد حائل، فحملت القرية اسم العائلة وأصبحت تُعرف بِـ قرية «أبو غوش».

## التاريخ
أبو غوش هي واحدة من أقدمِ المناطق في فلسطين، فقد كشفت الحفريّات آثار تعود إلى العصرِ الحجري الحديث.

## التعليم
توجد في القريةِ خمس مدارس؛ إبتدائيّتان وإعداديّة وثانويّة وخاصّة وهُناك أيضًا 15 بُستانًا.
المدارس الابتدائية في القرية هي مدرسة أبوغوش الابتدائية ومدرسة السلام الابتدائية. اما التعليم الفوق ابتدائي (الاعدادي والثانوي) فهو في مدرسة ابوغوش الشاملة فيها يتعلم الطلاب من الصف السابع حتى الصف الثاني عشر.

## السكان
كان في قريةِ أبو غوش عام 1922م 548 نسمة. وفي إحصائيّات عام 1931م بلغوا 601 نسمة منهم 307 ذكرًا و294 أُنثى لهم 138 بيتًا. وفي عامِ 1945م قُدّر عدد سُكّان القرية بِـ 860 نسمة منهم 40 مسيحيًا. وفي إحصائيّات عام 1965م بلغ عدد سُكّان أبو غوش 1,600 نسمة جميعهم من العربِ.

## معرض صور

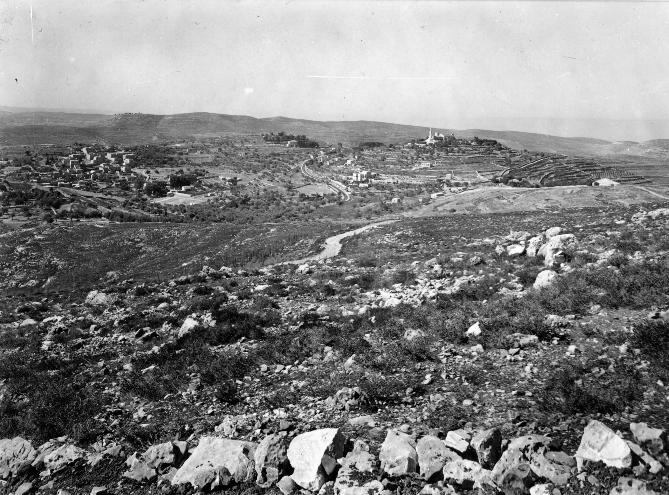
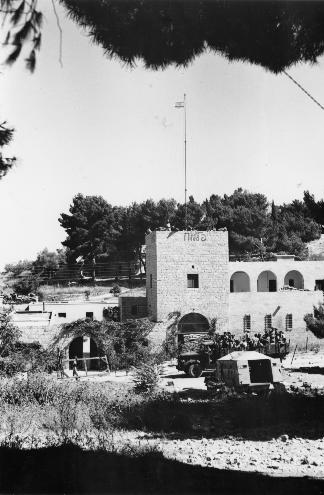
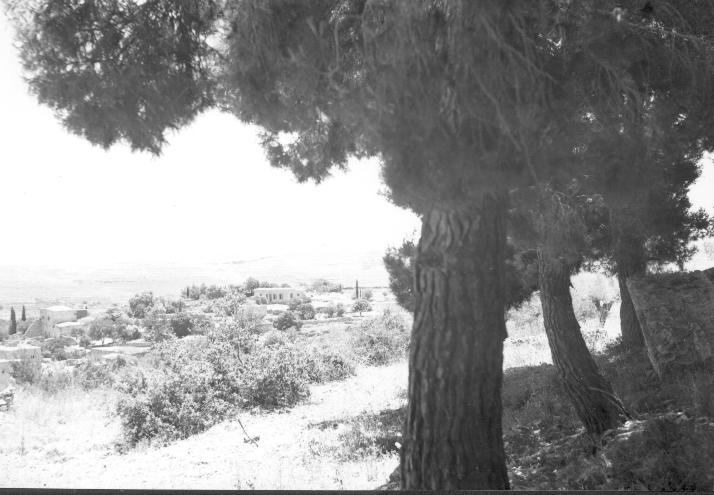
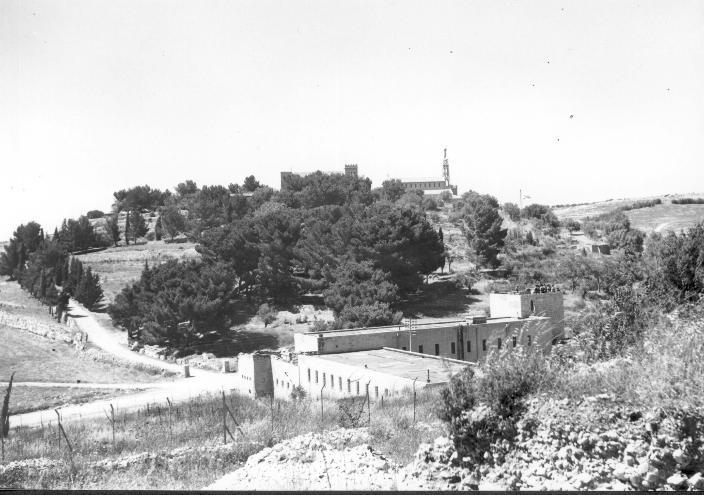